# St. Cloud (Wisconsin)
St. Cloud – wieś w Stanach Zjednoczonych, w stanie Wisconsin, w hrabstwie Fond du Lac.